# Frühlingsluft (Operette)
Frühlingsluft ist eine Operette in drei Akten mit der Musik von Josef Strauss. Im Gegensatz zu seinem Bruder Johann hat Josef Strauss selbst nie eine Operette geschrieben. Das Werk entstand erst rund 30 Jahre nach seinem Tod. Ernst Reiterer hatte nach Strauss‘ Walzern und anderen Tänzen die Musik zusammengestellt, um sie neben dem Konzertsaal auch der Bühne zu erschließen. Das Libretto verfassten Karl Lindau und Julius Wilhelm. Es basiert auf dem französischen Vaudeville Coquin de Printemps von Adolf Jaime und Georges Duval. Reiterer arbeitete vom 29. Januar bis 6. April 1903 an seiner Bearbeitung. Das Werk erlebte seine Uraufführung am 9. Mai 1903 im Wiener Sommer-Theater Etablissement „Venedig“. Eine Neufassung besorgten 1943 August Pepöck (Musik) und Bruno Hardt-Warden.

## Orchester
Zwei Flöten, zwei Oboen, zwei Klarinetten, zwei Fagotte, vier Hörner, zwei Trompeten, drei Posaunen, eine Harfe, großes Schlagwerk und Streicher

## Handlung
Die Operette spielt im Frühling in Wien um die Wende vom 19. zum 20. Jahrhundert.

### Erster Akt
Bild: Rechtsanwaltskanzlei
Der schon in die Jahre gekommene Baron von Fallersee und seine Frau Ida, die vom Alter her seine Tochter sein könnte, suchen Rechtsanwalt Dr. Gustav Landtmann in seiner Kanzlei auf. Das Ehepaar will sich scheiden lassen, und Dr. Landtmann genießt weit über Wien hinaus den Ruf, „der“ Spezialist für solche Angelegenheiten zu sein. Bei ihm enden die Fälle nicht selten damit, dass sich die Streithähne wieder versöhnen. Der Rechtsanwalt wendet hier einen einfachen Trick an: Er flirtet ganz heftig mit seinen Klientinnen und macht so deren Männer eifersüchtig. Besonders erfolgreich ist er mit seiner Masche, wenn ihn die Frühlingsluft beseelt. Seine Frau Emilie hat ihn schon ein paarmal dabei ertappt, wie er seinen Klientinnen schöne Augen machte. Sie hegt daher – zu Unrecht! – den Verdacht, er könnte ihr untreu geworden sein. Emilie hat deshalb ihre Mutter Apollonia Knickebein um einen Besuch gebeten, um ihr in der Herzensangelegenheit beizustehen, schließlich musste sie schon oft von ihr hören, wie es ihr gelungen war, mittels eines besonderen Elixiers die Frühlingsluft bei ihrem Gatten zu bannen. 
Der Besuch ließ auch nicht lange auf sich warten; aber Apollonia kam nicht allein. Sie hatte nicht nur ihren Mann Vinzenz, sondern auch dessen Neffen Felix, ihre Nichte Berta und zu allem Überfluss auch noch das neue Dienstmädchen Hanni im Schlepptau. Letztere ist zum ersten Mal in einer Großstadt und hat sich vorgenommen, hier einmal etwas über die Stränge zu schlagen, was ihr zu Hause in der Provinz nicht möglich ist. Als sie die Garderobe der Dame des Hauses entdeckt, kann sie der Versuchung nicht widerstehen, gleich ein paar von Emiliens Kleider anzuprobieren. In einem chicen Pelzmantel und einem eleganten Hut sieht sie der Kanzleischreiber Fritz Hildebrandt. Prompt verwechselt er Hanni mit der Gräfin Harbach, einer Klientin seines Chefs, und verliebt sich Hals über Kopf in sie. Hanni genießt seine Schmeicheleien in vollen Zügen, verweigert sich ihm aber, als er Zärtlichkeiten einfordert. Kurze Zeit später lernt er Hanni in ihrer Kleidung als Dienstmädchen kennen und verliebt sich zum zweiten Mal in dasselbe Mädchen.

### Zweiter Akt
Bild: Eleganter Gartenpavillon

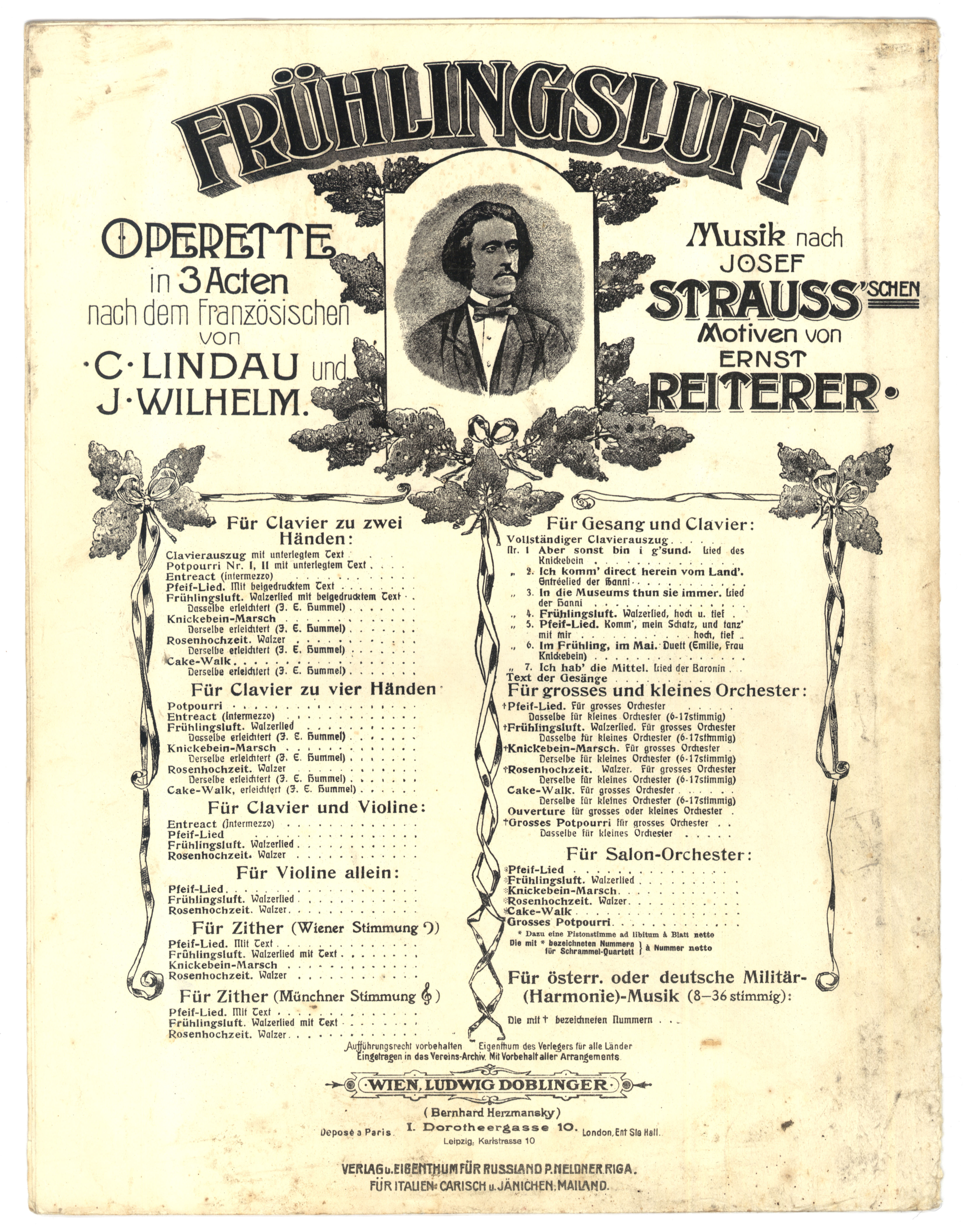
Frühlingsluft

Tags darauf lässt der Frühling ganz heftig sein blaues Band durch die Lüfte flattern, was das Blut der Männer gehörig in Wallung bringt. Fritz Hildebrandt weiß nicht, für welche Dame sein Herz mehr schlägt, für die temperamentvolle Hanni oder die elegante Gräfin Harbach. Das Mädchen selbst fühlt, wie unentschlossen er ist, und will ihn hereinlegen. Sie spielt ihm einen Brief der vermeintlichen Gräfin Harbach zu, in welchem ihn diese zu einem Rendezvous in den Prater bestellt.
Apollonia beobachtet derweil ihren Schwiegersohn argwöhnisch, wie er mit seiner weiblichen Kundschaft umgeht. Soeben stellt sie fest, wie er mit der Baronin Ida von Fallersee ein Treffen vereinbart. Und die nächste Klientin bestärkt sie erst recht in ihrer Auffassung, dass Gustav Landtmann ein Casanova sein muss: Den Besuch der Ballettmeisterin Isabella Negrelli deutet sie vollkommen falsch. Apollonia glaubt, sie sei eine weitere Geliebte ihres Schwiegersohnes; in Wirklichkeit aber geht es der Tänzerin nur um ein neues Engagement an der Hofoper. Den Gipfel der Unverfrorenheit jedoch sieht Apollonia gekommen, als Gustav Landtmann ihr empfiehlt, sie möge doch mit Emilie ein paar Tage in Urlaub fahren.
Auch der alte Knickebein wird nicht von den Frühlingsgefühlen verschont. Er hat als Objekt seiner Begierde das neue Dienstmädchen auserkoren. Doch als er merkt, dass er bei ihr nicht landen kann, wendet er sich flugs der Ballettmeisterin zu. Diese lädt er zu einem Ausflug in den Prater ein.

### Dritter Akt

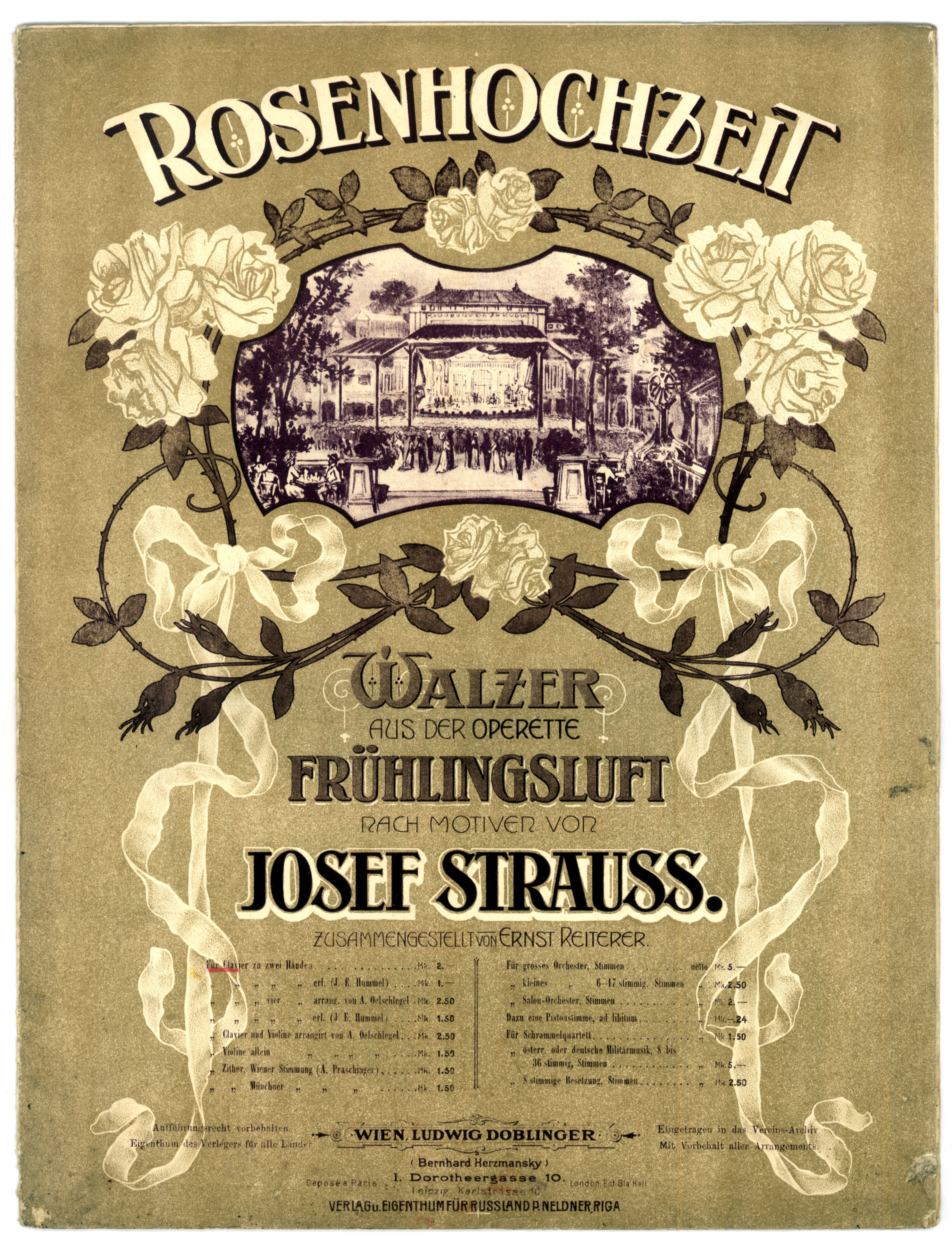
Rosenhochzeit, Titelblatt

Bild: Restaurationsgarten im Prater mit vier Lauben
Im letzten Akt wird die Situationskomik vollends auf die Spitze getrieben: Fritz Hildebrandt freut sich auf das Rendezvous mit der Gräfin. Diese lässt jedoch bald ihre Maske fallen und gibt ihre wahre Identität preis. Als der verdutzte Bursche erkennt, dass die Gräfin Harbach und das Dienstmädchen Hanni ein und dieselbe Person sind, muss er von dieser noch eine Lektion in Sachen Treue über sich ergehen lassen.
Apollonia sucht verzweifelt nach einer passenden Gelegenheit, um ihrem Schwiegersohn das vermeintliche Wunderelixier unterjubeln zu können. Plötzlich entdeckt sie ihren eigenen Mann in einer der Lauben, wie er der Tänzerin Negrelli Komplimente macht. Sofort stellt sie die „Verführerin“ zur Rede. Diese aber weist jede Schuld von sich. Sie geht sogar noch weiter und bietet der alten Dame an, heimlich mit ihr den Platz zu tauschen.
Inzwischen hat es auch den Baron von Fallersee in den Prater getrieben. Wollte er sich erst gestern noch von seiner jungen Gattin scheiden lassen, ist heute sein Herz neu für sie entflammt. Ursache dafür war die Eifersucht, welche der Rechtsanwalt in ihm entfacht hatte. Zuerst laufen ihm Emilie Landtmann und Apollonia Knickebein über den Weg. Als diese mit ansehen müssen, wie sich Gustav Landtmann mit der Baronin im Walzer dreht, sind sie einer Ohnmacht nahe. Dem alten Baron gelingt es, sie vor einem Sturz zu bewahren. Kühn lässt er beide in seine Arme sinken. Jetzt eilen Gustav Landtmann und Vinzenz Knickebein herbei und drehen den Spieß um: Sie halten ihren Frauen eine Standpauke und beschimpfen den Baron. Nach und nach weicht das Tohuwabohu einer allgemeinen Versöhnung, und der Rechtsanwalt ist froh, dass sich das doch etwas ungleiche Ehepaar Fallersee nicht mehr scheiden lassen will.